# Držkov
Držkov (německy Drschke) je obec, která se nachází v okrese Jablonec nad Nisou v Libereckém kraji. Žije zde 580 obyvatel.

## Historie
První písemná zmínka o vesnici pochází z roku 1352, ale archeologicky doložené osídlení pochází už z 10.–11. století. Držkov ležel na zemské stezce spojující Turnov s Novosvětským průsmykem. Býval součástí panství Návarov, v jehož vlastnictví se vystřídali Valdštejnové, Vartenberkové, Hazmburkové a rod Smiřických. Po bitvě na Bílé hoře se stal majitelem panství Albrecht z Valdštejna, který je postoupil vdově po generálu Lamottovi. V roce 1669 byl postaven v Držkově zděný kostel svatého Bartoloměje, který byl do současné podoby, přestavěn v polovině 19. století.
Obec byla až do šedesátých let devatenáctého století obcí zemědělskou. V té době se zde začala rozšiřovat sklářská výroba (korále, kroužky) a obec se začala měnit na průmyslovou. Tento přechod završil na přelomu století vznik dvou textilních továren (tkalcoven). V roce 1909 byl Držkov povýšen na městys. Jeho největší rozkvět probíhal ve 20.–30. letech dvacátého století. Počet domů se tehdy zvýšil o třetinu – na 210, počet obyvatel dosáhl tisícovky, obec byla elektrifikována, byl postaven obecní vodovod a z části i kanalizace a přes určitý útlum spojený se světovou hospodářskou krizí dosáhl Držkov vysokého životního a kulturního standardu a to zejména díky sklářské výrobě bižuterního a uměleckého charakteru (korále, ryté sklo). Po Mnichovu se Držkov stal hraniční obcí (ještě v protektorátu). Po válce se vedle průmyslu rozvíjí i intenzívní zemědělství.

## Pamětihodnosti
- Kostel svatého Bartoloměje
- Socha Anděla strážce u kostela
- Pomník Svárovské stávky (1870) na hřbitově

## Významné osobnosti
- Josef Prousek (* 25. ledna 1883) zakladatel cukrářské společnosti Aida[4] ve Vídni

### Podobné názvy
- Držková